# Kacper i Wendy
Kacper i Wendy (ang. Casper Meets Wendy, 1998) – druga część przygód sympatycznego duszka imieniem Kacper.
Film był emitowany w Polsce na kanałach: Jetix, Jetix Play, Polsat i TV4 (wersja z dubbingiem), a także na HBO (wersja z lektorem).

## Fabuła
Mała czarownica Wendy ucieka wraz ze swymi ciotkami – wiedźmami przed czarodziejem Desmondem Spellmanem. Schronienie znajdują w hotelu, w którym Kacper i jego wujowie spędzają wakacje. Wendy i Kacper zaprzyjaźniają się ze sobą. Duchy i czarownice łączą swe siły w walce z Desmondem, chcąc zniweczyć jego niecne plany i uratować Wendy.

## Obsada
- Hilary Duff – Wendy
- Jeremy Foley – Kacper (głos)
- Bill Farmer – Stinky (głos)
- Jess Harnell – Fatso (głos)
- Michael McDonald – Stretch (głos)
- Shelley Duvall – Gabby
- Teri Garr – Fanny
- Cathy Moriarty – Gerti
- George Hamilton – Desmond Spellman
- Richard Moll – Jules
- Vincent Schiavelli – Vincent
- Blake Foster – Josh Jackman

## Wersja polska

### Lektor (HBO)
Wersja polska: HBO POLSKA

Tekst: Barbara Szczecińska-Trzeciak

Czytał: Piotr Borowiec

### Lektor (VHS)
Dystrybucja na terenie Polski: Imperial Entertainment

Tekst: Joanna Fedorowicz

Czytał: Tomasz Knapik

### Dubbing
Opracowanie i udźwiękowienie wersji polskiej: na zlecenie Fox Kids – Eurocom Studio

Reżyseria: Andrzej Precigs

Dialogi: Berenika Wyrobek

Dźwięk i montaż: Jacek Kacperek

Kierownictwo produkcji: Jerzy Wiśniewski

Udział wzięli:
- Brygida Turowska – Kacper
- Magdalena Gruziel – Wendy
- Tomasz Marzecki – Fatso
- Mieczysław Morański – Stinky
- Jacek Czyż – Stretch
- Miriam Aleksandrowicz – Gerti
- Ewa Serwa – Gabby
- Mirosława Niemczyk – Fanny
- Grzegorz Drojewski – Josh Jackman
- Jarosław Domin – Wyrocznia
- Janusz Rymkiewicz – Jeden z opętanych mężczyzn
- Łukasz Lewandowski – Jeden z opętanych mężczyzn
- Stefan Knothe – Desmond Spellman
- Piotr Warszawski – Jules
- Jerzy Molga – Vincent
- Dariusz Błażejewski
- Andrzej Precigs

Tekst piosenki: Andrzej Gmitrzuk

Śpiewali: Magdalena Gruziel, Piotr Gogol, Michał Rudaś, Adam Krylik

Kierownictwo muzyczne: Piotr Gogol